# 佐藤弘 (医師)
佐藤 弘（さとう ひろし、1947年 - ）は、日本の医師。

## 略歴
秋田県生まれ、都立戸山高校卒。1974年東京大学医学部卒業。東京大学医学部付属病院で漢方診療を始める。その後、東京女子医科大学附属第二病院助手、のち講師を経て助教授。1992年、東京女子医科大学東洋医学研究所助教授、2002年同大学教授。2013年東京女子医科大学名誉教授・新潟医療福祉大学教授。また、2015年より日本東洋医学会会長。

## 主な著書
- 『漢方治療ハンドブック』(南江堂)1992年
- 『看護師のための東洋医学入門』(医歯薬出版)2012年